# Tania Visirova
Tatiana Fomova-Stonovskaya, connue sous le nom de scène Tania Visirova, née le 25 octobre 1908 à Kharkov ou Kichinev, aujourd'hui Chișinău, en Bessarabie (à l'époque dans l'Empire russe) et morte le 13 avril 1984 à Roquestéron, est une danseuse nue des Folies Bergère, favorite du roi Zog Ier d'Albanie de 1929 à 1933. Elle est l'héroïne d'un roman-feuilleton de Roger Vailland publié dans Paris-Soir en 1933.

## Biographie

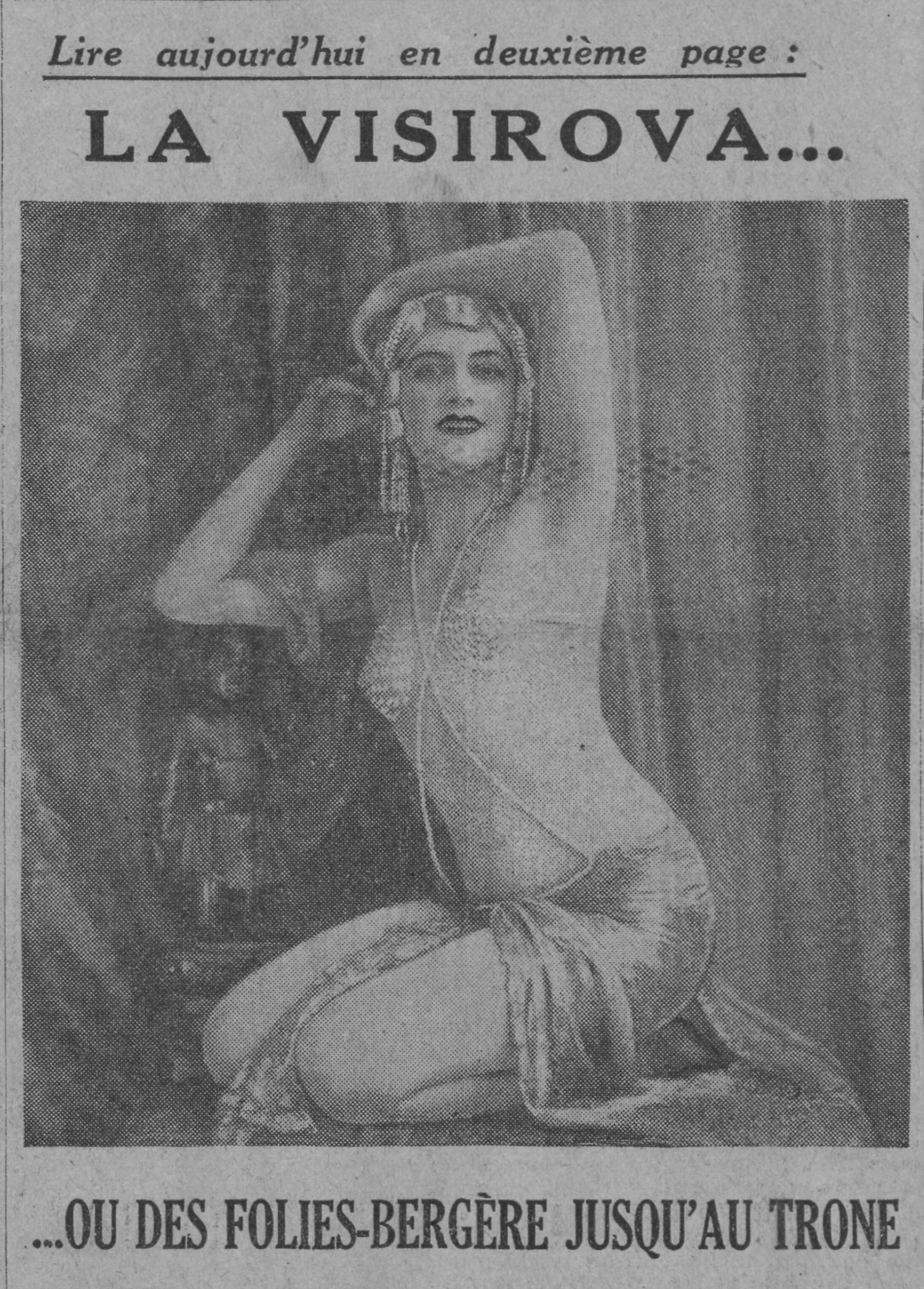
Photographie parue en première page de Paris-Soir du 19 juillet 1933, pour annoncer le roman-feuilleton de Roger Vailland.

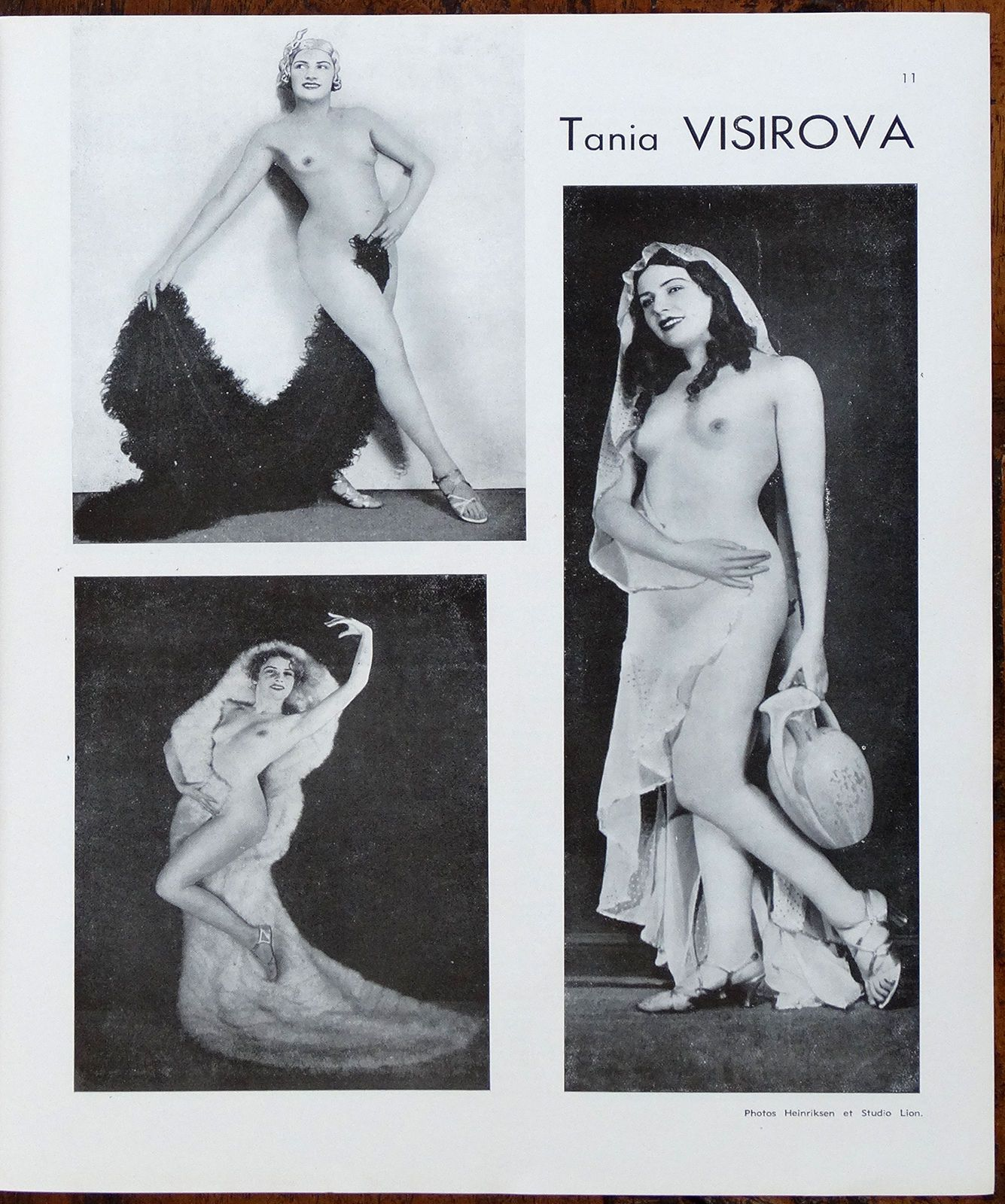
Photographies de Tania Visirova dans le numéro 370 de la revue Paris Music-Hall du 1 décembre 1936.

Tania Visirova est issue d’une famille cosmopolite. Son père Andreï est russo-polonais, sa grand-mère paternelle chinoise et sa mère Helena roumaine. Les familles de son père et de sa mère cousinent un grand nombre d’aristocrates de divers pays, comme avec le ministre russe Alexandre Gortchakov ou la reine Natalie de Serbie. Elle vit son enfance entre la Russie et la Roumanie.
Au moment de la révolution d'Octobre, sa famille doit fuir Balta en Podolie, où son père est en poste, avant d'y revenir. En 1921, ils partent pour Kichinev où Tania travaille comme dactylo dans une banque. L’année suivante, son père est  déporté dans l’Oural. Il meurt, en Crimée. Tania et sa mère s'enfuient pour la France, avec un passeport Nansen, traversant la Roumanie, la Grèce, l'Italie avant d'arriver à Marseille, puis Paris en 1926. Elle s’inscrit en Sorbonne pour terminer ses études. 
Exilée, très pauvre, pour gagner sa vie Tania pose pour des peintres, Nakamura Fusetsu et Matisse entre-autres, et pour des photos érotiques, puis entre aux Folies-Bergère, en 1927, comme simple mannequin ; Pierre Fréjol, metteur en scène, directeur artistique et administrateur des Folies Bergère, lui aurait dit : « Tu es pauvre (…) Veux-tu faire le trottoir ou monter sur scène ? ». Elle est si chaste qu'on l'appelle « la Vierge des Folies-Bergère ». Paul Derval lui fait travailler la danse avec Robert Quinault.
Vite surnommée « le plus joli corps de Paris », elle fait un court séjour à Rome, en 1929, et signe un contrat pour danser à Tirana dans un théâtre qui n'existe pas. Elle danse pour le roi Zog et reçoit une importante somme d'argent. Elle reste trois ans en Albanie, prisonnière de Zog, à Durrës et devient sa maîtresse. Pour son 21e anniversaire, elle reçoit en cadeau de Zog une bague avec un diamant de sept carats et demi, similaire à une bague de fiançailles. En plus des bijoux et de l'argent, elle reçoit en cadeau du roi 10 000 m2 de terrain à Xhafzotaj (en). La vie dans l'ombre de la cour royale commence à devenir difficile pour Tania et sa mère qui l'a suivie. Pour échapper à l'attention et à la persécution des personnes qui ne veulent pas voir la favorite du roi, elle est forcée de s'isoler. Une dernière crise de jalousie sert à Tania pour se séparer de Zog. En 1932, épuisée et sans aucune motivation supplémentaire pour continuer, Tania et sa mère décident de mettre fin, non sans peine, à la cohabitation avec le roi Zog. 
Revenue à Paris, elle travaille dans un cabaret de la place Blanche. De nouveau sous contrat avec les Folies-Bergère, pour la revue Femmes en Folie, en 1934, ; elle devient une célébrité, Roger Vailland la porte aux nues, Mistinguett devient son amie, happée par le tourbillon de la vie parisienne. Elle se produit aussi à La Villa, 27 rue Bréa. Puis Tania vieillit, on l’oublie, elle vend son dernier bijou en recomposant chez elle, en trompe-l’œil, les décors du Prince Igor.
Elle se retire sur la Côte d’ Azur, donne des cours de danse à Antibes, à Nice, à Vence. Elle a notamment pour élève Olympia Alberti, et organise quelques spectacles locaux. La villa, achetée grâce aux largesses de Zog, est vendue. À partir de 1958, Tania et sa mère résident à Roquestéron et à Nice, puis l'appartement de Nice est vendu. Elles se retirent à Roquestéron, vivant très modestement. Le journal Paris-presse, L'Intransigeant annonce même qu'elle entre au couvent. En 1980, Tania vit dans une chambre d’hôtel à Vence avec une pension de 1 200 francs mensuels. 
Tania et sa mère dépressive et possessive ne se sont jamais quittées, enfermées ensemble dans un monde romanesque. 
Tania est inhumée auprès de sa mère dans le caveau du cimetière de Roquestéron depuis le 13 avril 1984, sous le nom de Tania Fomova-Stronovskaya.